# Día Internacional de Cero Desechos
El Día Internacional de Cero Desechos es una jornada de sensibilización que se celebra el 30 de marzo desde 2023, establecida por la Asamblea General de las Naciones (AGNU) Unidas el 14 de diciembre de 2022. 

## Proclamación
El Día Internacional de Cero Desechos fue establecido por la AGNU el 14 de diciembre de 2022, apoyado por el Programa de las Naciones Unidas para el Medio Ambiente (PNUMA) y el Programa de las Naciones Unidas para los Asentamientos Humanos (ONU-Hábitat) con el propósito de fomentar el consumo y la producción sostenibles, la transición hacia una economía circular, y la concienciación sobre la contribución de las iniciativas de cero desechos al desarrollo sostenible. La resolución fue presentada por el Gobierno de Turquía junto con otros 105 países, como parte de los esfuerzos para abordar la crisis planetaria de cambio climático, pérdida de biodiversidad y contaminación.

## Celebración
Se celebra anualmente el 30 de marzo, la fecha marca el compromiso internacional con la gestión de desechos y el impulso hacia patrones de consumo y producción que respeten los límites planetarios. La primera celebración tuvo lugar en 2023, destacando las acciones a nivel nacional, subnacional, regional y local para avanzar hacia el objetivo de cero desechos.